# 박문규 (조선)
박문규(朴文逵, 1805년 ~ 1888년)는 조선시대의 시인 겸 문신이다. 자는 제홍(齊鴻), 호는 운소자(雲巢子)·천유자(天游子). 본관 순창(淳昌) 박유형(朴有馨)의 아들.
장성한 후 상업 등으로 많은 재산을 모았으나 방탕하여 가산을 탕진하였다. 그 후 40세부터 면학의 뜻을 가다듬고 시문(詩文) 공부를 하여 고시(古詩) 수만 편을 외웠으며, 근체시(近體詩)에 능하여 청나라에까지 명성을 떨쳤다. 1887년 83세에 개성별시문과(開城別試文科)에 병과(丙科)로 급제, 최고령 과거 급제자라는 기록을 남겼다. 그 해 고종의 특명으로 병조참지, 병조참의를 거쳐, 1888년 가선대부 행용양위호군에 올랐다.